# Palimpsest

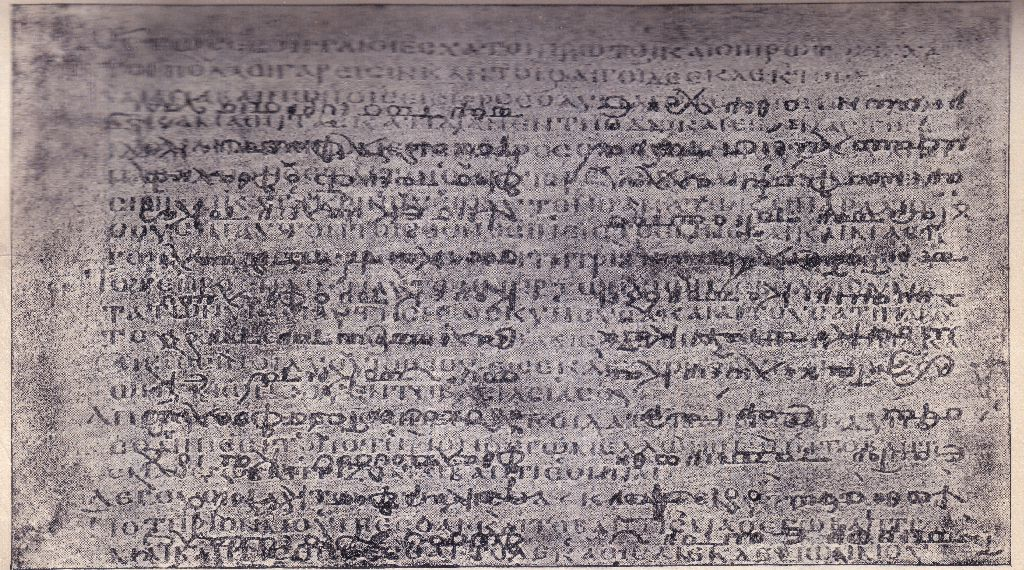
Codex Ephraemi Rescriptus, un manuscris grec al Bibliei din secolul al V-lea, este un palimpsest.

In studiile textuale, un palimpsest este o pagină de manuscris, dintr-un sul sau o carte, din care textul a fost răzuit sau spălat, astfel încât pagina să poată fi reutilizată pentru un alt document.  Pergamena (acum cunoscută sub numele de pergament ) erau făcute din piele de miel, de vițel sau de capră (cel mai bine preparate în Pergamul antic); ele erau scumpe și nu ușor accesibile, așa că în interesul economiei, un pergamen a fost adesea reutilizat răzuindu-se scrisul anterior. În utilizare colocvială, termenul palimpsest este folosit și în arhitectură, arheologie și geomorfologie pentru a denumi un obiect realizat sau lucrat pentru un scop și ulterior reutilizat pentru altul, de exemplu o o placă de alamă monumentală al cărei revers a fost regravat. 
Cuvântul „palimpsest” derivă din latinescul palimpsestus, care și el derivă din greaca antică παλίμψηστος (palímpsēstos, „răzuit din nou ”), un cuvânt compus care înseamnă literal „perfect răzuit și gata de a fi folosit din nou”. Grecii antici foloseau tablete acoperite cu ceară, pentru a scrie prin scrijelire cu un stylus și pentru a șterge scrierea netezind suprafața de ceară și redactând din nou. Această practică a fost adoptată de romani, care au scris (scrijelit litere) pe tablete acoperite cu ceară, care erau refolosibile; utilizarea de către Cicero a termenului „palimpsest” confirmă o astfel de practică. 

## Dezvoltare

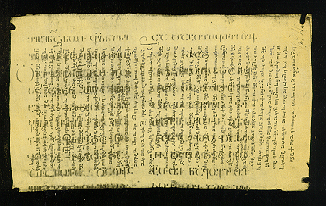
Un palimpsest georgian din secolul V sau VI.

Deoarece pergamentul preparat din piei de animale este mult mai durabil decât hârtia sau papirusul, majoritatea palimpsestelor cunoscute de savanții moderni sunt pergamente, care au crescut în popularitate în Europa de Vest după secolul al VI-lea. În cazul în care papirusul era în uz obișnuit, reutilizarea mijloacelor de scris era mai puțin obișnuită, deoarece papirusul era mai ieftin și mai expandabil decât costisitorul pergament. Unele palimpseste de papirus supraviețuiesc, iar romanii s-au referit la acest obicei de a spăla papirusul. 
Scrisul era spălat de pe pergament sau <i>vellum</i> folosindu-se lapte și tărâțe de ovăz. Cu trecerea timpului, rămășițele fostei scrieri vor reapărea suficient pentru ca savanții să poată desluși textul (numit scriptio inferior) și să-l descifreze. În Evul Mediu târziu, suprafața velumului era răzuită, de obicei, cu piatră ponce pudră, pierzându-se iremediabil scrisul inițial; de aceea, cele mai valoroase palimpseste sunt cele care au fost suprascrise în Evul Mediu timpuriu. 
Codicele medievale erau scrise pe niște coli mari, (comparați „ folio ”, „frunză, pagină”, cazul ablativ al cuvântului latin folium.), apoi pliate ca niște ziare și cusute. Foile de pergament preparate pentru rescriere și-au păstrat pliul central inițial, astfel încât fiecare pagină a fost tăiată în mod obișnuit în jumătate, realizându-se un volum de carte numit quarto, un sfert din foliumul original, textul suprascris rulând perpendicular pe textul șters. 

## Descifrarea modernă
Resturile greu lizibile erau citite cu ochii înainte ca tehnicile din secolul XX să ajute la citirea textelor pierdute. Pentru a citi palimpsestele, savanții secolului XIX au folosit mijloace chimice care uneori erau foarte distructive, folosind tinctura de fiere sau, mai târziu, bisulfat de amoniu . Metodele moderne de citire a palimpsestelor folosind lumina ultravioletă și fotografia sunt mult mai puțin sau deloc dăunătoare. 
Imaginile digitale inovatoare ajută savanții în descifrarea palimpsestelor care nu pot fi citite. Fotografiile suprapuse expuse în diferite spectre luminoase, o tehnică numită „filmare multispectrală”, pot crește contrastul cernelii decolorate pe pergamentul care este prea indistinct pentru a fi citit de ochi în lumina normală. De exemplu, imagini multispectrale realizate de cercetătorii de la Institutul de Tehnologie Rochester și de la Universitatea Johns Hopkins au recuperat o mare parte din subtext (estimat a fi mai mult de 80%) de la Archimedes Palimpsest . La Muzeul de Artă Walters, unde se păstrează acum palimpsestul, proiectul s-a concentrat pe tehnici experimentale pentru a prelua textul rămas, o parte din care a fost obscurizată de icoane pictate peste scrisul inițial. Una dintre cele mai de succes tehnici de citire dincolo de vopsea s-a dovedit a fi imagistica cu fluorescență cu raze X, prin care se dezvăluie fierul din cerneală. O echipă de oameni de știință experți în imagistică, savanți din Statele Unite și Europa utilizează în prezent tehnici de imagistică spectrală dezvoltate cu ocazia imagisticii folosite la Palimpsestului Arhimede; au fost studiate peste o sută de palimpseste în biblioteca Mănăstirii Sfânta Ecaterina din Peninsula Sinai din Egipt . 

## Recuperare
O serie de lucrări antice au supraviețuit doar ca palimpseste.  Manuscrisele vellum au fost suprascrise în principal din cauza lipsei sau a costului materialului. În cazul manuscriselor grecești, consumul de codici vechi de dragul materialului a fost atât de mare încât un decret sinodal al anului 691 a interzis distrugerea manuscriselor Scripturilor sau ale părinților bisericii, cu excepția volumelor imperfecte sau deteriorate. Un astfel de decret a făcut presiuni asupra recuperării vellumului pe care au fost scrise manuscrise seculare. Declinul comerțului cu vellum odată cu introducerea hârtiei a exacerbat deficitul, crescând presiunea pentru reutilizarea materialelor. 
Considerații culturale au motivat și crearea de palimpseste. Cererea de texte noi poate au depășit disponibilitatea pergamentului în unele centre, însă existența pergamentelor curate (care nu a fost niciodată suprascrise) sugerează că a existat și o motivație spirituală, de a sfinți textul păgân prin suprapunerea lui cu cuvântul lui Dumnezeu, oarecum la fel cum lăcașurilor păgâne le erau suprapuse biserici creștine pentru a le sacraliza. 
Textele cele mai susceptibile de a fi suprascrise includeau cele juridice învechite și liturgice, uneori de un interes deosebit pentru istoric. Traducerile latinești din Scriptură au fost redate de Vulgata lui Ieronim. Textele pot fi în limbi străine sau scrise în scripturi necunoscute care au devenit ilizibile în timp. Codicele înseși ar putea fi deja deteriorate sau incomplete. Textele eretice erau periculoase pentru a fi păstrate - existau motive politice și religioase puternice pentru a distruge textele privite ca erezie, iar reutilizarea lor era mai puțin risipitoare decât arderea lor. 
Vasta distrugere in-quarto-urilor voluminoase ale primelor secole a avut loc în perioada care a urmat căderii Imperiului Roman de Apus, dar palimpsestele au fost create și pentru că erau necesare texte noi în timpul Renașterii Carolingiene. Cele mai valoroase palimpseste latine se regăsesc în codicele care au fost refăcute de pe in-folio-urile mari timpurii din secolele VII - IX. S-a observat că, în general, în textul original al unui palimpsest, nu se găsește nicio lucrare întreagă, dar au fost luate porțiuni din multe lucrări pentru a alcătui un singur volum. O excepție este Arhimede Palimpsest (vezi mai jos). În general, cărturarii medievali timpurii nu au fost, prin urmare, opriți în a folosi cărți vechi, ce le erau la îndemână, ca să le suprascrie cu altele noi. 

## Exemple celebre

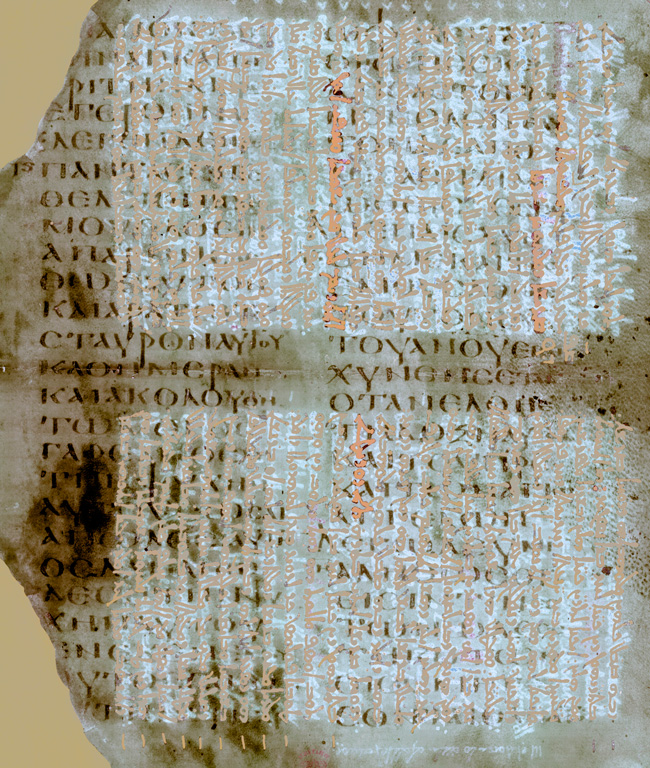
Codex Nitriensis, cu text grecesc din Luca 9: 22–33 (textul subscris).

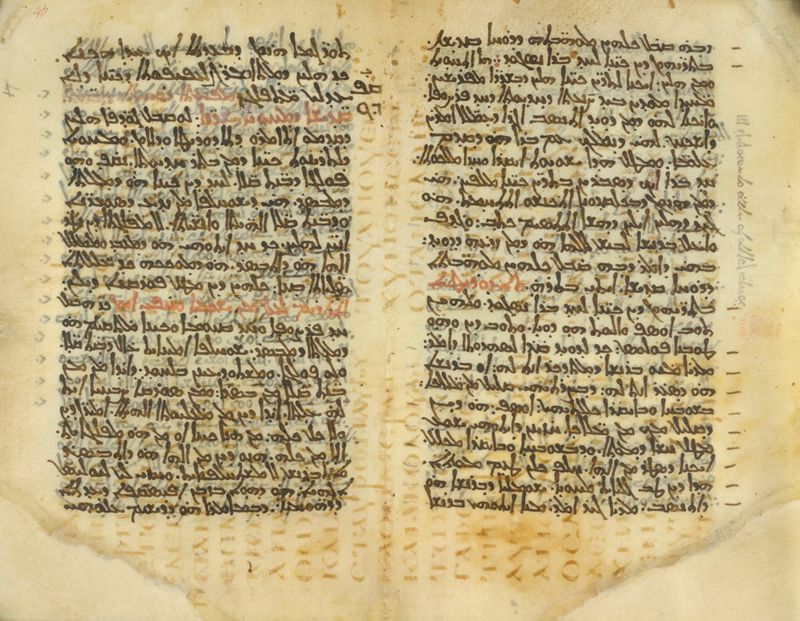
Codex Nitriensis, cu text siriac (text suprascris)

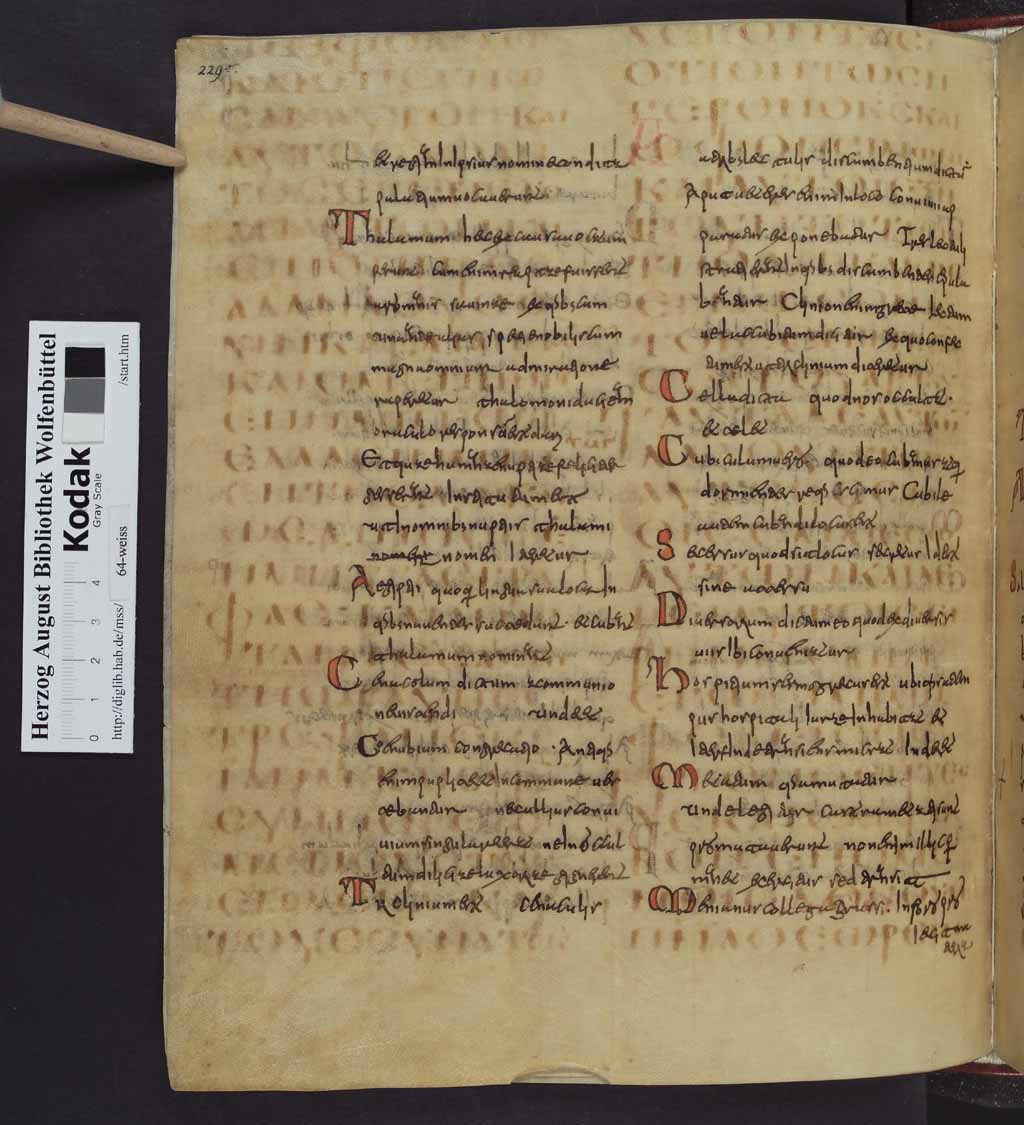
Wolfenbüttel Codex Guelferbytanus A

- Cel mai cunoscut palimpsest din lumea juridică a fost descoperit în 1816 de Niebuhr și Savigny în biblioteca catedralei din Verona . Sub scrisori ale Sf. Ieronim și Gennadius, s-a găsit textul aproape complet al Institutelor lui Gaius, probabil primul manual de studiu al dreptului roman. [5]
- Codex Ephraemi Rescriptus, Bibliothèque Nationale de France, Paris: porțiuni din Vechiul și Noul Testament în limba greacă, atribuite secolului V, sunt acoperite cu lucrări ale lui Efrem Sirul în secolul XII.
- Palimpsestul Sana'a este unul dintre cele mai vechi manuscrise coranice existente. Datarea cu carbon indică faptul că textul subscris (scriptio inferior) a fost scris probabil cu 15 ani înainte de moartea profetului Muhammad. Textul subscris diferă de textul coranic standard și este, prin urmare, cea mai importantă dovadă documentară pentru existența unor variante ale lecturii coranice. [6]
- Printre manuscrisele siriene obținute din deșertul Nitrian din Egipt, British Museum, Londra: importante texte grecești, Add. Dna 17212 cu traducerea siriacă a omiliilor Sfântului Ioan Gură de Aur, din secolul al 9 - lea / al 10 - lea, se referă la un tratat gramatical latin din secolul al 6 - lea.
- Codex Nitriensis, un volum care conține o lucrare a lui <i>Severus din Antiohia</i> de la începutul secolului al IX-lea, este scris pe foi palimpsest preluate din manuscrisele secolului al 6-lea ale Iliadei și ale Evangheliei lui Luca, ambele din secolul al VI-lea, și lementele Elementele lui Euclid. din secolul al VII-lea sau al VIII-lea, British Museum.
- Un palimpsest dublu, în care un text al Sfântului Ioan Gură de Aur, în siriacă, din secolul al IX-lea sau al X-lea, acoperă un tratat gramatical latin într-o scriere cursivă a secolului al VI-lea, care la rândul său acoperă analele latine ale istoricului Granius Licinianus, din secolul al V-lea, British Museum.
- Singurul hiper-palimpsest cunoscut: Novgorod Codex, unde, probabil, sute de texte și-au lăsat urmele pe spatele din lemn al unei tablete de ceară.
- Plautusul Ambrosian, în capiteluri rustice, din secolul al IV-lea sau al V-lea, rescris cu porțiuni din Biblie în secolul al IX-lea, Biblioteca Ambrosiană.
- Cicero, De re publica scris cu unciale, din secolul al IV-lea, singura copie care a supraviețuit, acoperită de Sfântul Augustin cu psalmi, din secolul al VII-lea, Biblioteca Vaticanului .
- Seneca, pe Întreținerea prieteniei, singurul fragment supraviețuitor, suprascris de un Vechi Testament din secolul al VI-lea.
- Codex Theodosianus din Torino, din secolul al V-lea sau al VI-lea.
- Fasti Consulares din Verona, din 486.
- <i>Fragmentul arian</i> al Vaticanului, din secolul al V-lea.
- Scrisorile lui Cornelius Fronto, suprascrise de Actele Sinodului de la Calcedon .
- Arhimede Palimpsest, o lucrare a marelui matematician siracuzan copiat pe pergament în secolul al X-lea și suprascris cu un text liturgic în secolul al XII-lea.
- Palimpsestul Sinaitic, cea mai veche copie siriană a evangheliilor, din secolul al IV-lea.
- Copia unică a unui text gramatical grecesc compus de Herodian pentru împăratul Marcus Aurelius în secolul al II-lea, păstrat în Österreichische Nationalbibliothek, Viena.
- Codex Zacynthius - fragmente palimpsest grecești din Evanghelia Sfântului Luca, obținute în insula Zante, de generalul Colin Macaulay, descifrate, transcrise și editate de Tregelles.
- Codex Dublinensis (Codex Z) din Evanghelia Sf. Matei, la Trinity College, Dublin, decifrat și editat de Tregelles.
- Codex Guelferbytanus 64 Weissenburgensis, cu textul Origini al lui Isidor din Sevilla, parțial palimpsest, cu texte de codici anterioare Guelferbytanus A, Guelferbytanus B, Codex Carolinus și alte câteva texte grecești și latine.

Aproximativ șaizeci de manuscrise palimpsest ale Noului Testament grec au supraviețuit până în zilele noastre. Codicele speciale includ: 
Porphyrianus, Vaticanus 2061 (dublu palimpsest), Uncial 064, 065, 066, 067, 068 (dublu palimpsest), 072, 078, 079, 086, 088, 093, 094, 096, 097, 098, 0103, 0104, 0116, 0120, 0130, 0132, 0133, 0135, 0208, 0209 . 
Lectorii includ: 
- Lector 226, <b id="mw8A">ℓ</b> <i id="mw8Q">1637</i> .cvd